# Неоптолем II
Неоптолем II (на старогръцки: Νεοπτόλεμος, Neoptolemos II, Neoptolemus, * 331 г. пр. Хр., † 295 г. пр. Хр.) е три пъти цар на Молосите в Епир (326 – 323 г. пр. Хр., 317 – 313 г. пр. Хр., 302 – 295 г. пр. Хр.). Той е от династията на род Еакиди, с прародител цар Тарип (упр. 430– 390 г. пр. Хр.). Той дели властта си с цар Пир.
Неоптолем II е син на Александър I Молоски, царя на Епир и на Клеопатра Македонска, дъщеря на македонския цар Филип II (359 – 336) и съпругата му Олимпия и сестра на Александър Велики. Баща му е брат на царица Олимпия, майката на Александър Велики. Неоптолем II е брат на Кадмея.
Баща му умира през 331 г. пр. Хр. в битката от луканите и брутиите при брутския град Пандозия в Южна Италия, и майка му е 7 години царица на Епир до 324 г. пр. Хр. През 321 г. пр. Хр. майка му Клеопатра е в Мала Азия, за да се омъжи за диадох Пердика и е убита през 308 г. пр. Хр. в дома ѝ в Сарди.
Неоптолем II е свален и вероятно убит по време на религиозна церемония през 295 г. пр. Хр. Властта поема отново роднината му цар Пир.